# Halictus fulvipes
Halictus fulvipes là một loài Hymenoptera trong họ Halictidae. Loài này được Klug mô tả khoa học năm 1817.